# NXT UK TakeOver: Dublin
NXT UK TakeOver: Dublin was een geplande professioneel worstelshow en WWE Network evenement dat georganiseerd werd door WWE voor hun NXT UK brand. Het zou de 4e editie van NXT UK TakeOver zijn en zou plaats vinden op 20 juni 2021 in het 3Arena in Dublin, Ierland.
Het evenement zou oorspronkelijk plaats vinden op 26 april 2020, maar was toen verplaatst naar 25 oktober 2020 door het coronapandemie. Maar werd weer verplaatst wegens het coronapandemie, dit maal naar 21 juni 2021. Op 30 april 2021 is het evenement geannuleerd.